# Шешкины
Шешкины (Шеш-Кулевы, Шеш-Кукшилевы) — вогульский (мансийский) аристократический род Ломбовожа, признанный после крещения в княжеском достоинстве Российской империи.
Наиболее старыми фамилиями в Ломбовоже информанты считают следующие: Шешкин, Албин, Таратов. Это люди эрыг порат (песенного времени). Причем относительно всех этих фамилий можно сказать, что их носители являются пришельцами. Так, фамилия Шешкин (Шекша, Шеш-Кулев, Шеш-Кушкилев) восходит к фамилии Кукшин, известной в XVI в. в Верхотурском уезде на р. Ляля — притоке р. Сосьвы. Шешкины играли главную роль не только в Ломбовоже, но и во всей Ляпинской волости, административным и культовым центром которой в XIX в. был Ломбовож. Эта княжеская фамилия — канас кол махум («люди княжеского дома»), упоминается, насколько известно, с XVII в. В документах под 1708 г. фигурирует ляпинский князь Шекша Кушкиров, под 1718 г. — Семен Шекшин, позднее — и другие князья. Вероятно, во всех перечисленных случаях в разных вариантах повторяется одно и то же наследственное, или предковое имя, входившее в фонд родовых имен. Существование такого фонда объясняется наличием у обских угров представлений о реинкарнирующейся душе, когда новорожденный получал ещё и имя своего умершего предка.
В Шешкиных (Шекшиных) Шеш-Кукшилевы были переименованы после крещения князя Матвея (1714). Их обязанности были определены Грамотой Государя от 1713 г. Грамоты, подтверждающие княжеское достоинство, хранились у Шешкиных ещё в XX в. Лишь при советской власти их вынуждены были спрятать в болоте.
Шешкиных называют Соссанг махум лопым ус Шескин («местные люди Ломбовожа Шешкины»), а также торум сыр хум («божеский род») или тохлын сыр махум («люди крылатого рода»). Их дух-предок представляется в виде крылатого существа или щегла (сес). Именно он являлся и Лопынгус-павлынг-ойка или просто Павлынг-ойка («Поселковым стариком»).
В прошлом в честь предка Шешкиных устраивались периодические празднества (в течение трех лет подряд через каждые 7 лет), участники которых с саблями в шлемах исполняли танцы духов. Павлынг-ойка хранился в доме Шешкиных — канас колт олс (сейчас это самый старый дом в Ломбовоже) и представлял собой личину, завернутую в несколько платков и кусков ткани (прикладов). Изображение держали на нарах, отделенных перегородкой. Заходить в эту часть дома могли далеко не все.

## Титул
О происхождении мансийского канас (канась) есть несколько гипотез. Согласно наиболее распространённой, это искажённое русское "князь".
Однако титул канас юбиги (большой канас) носил ещё Аспарух, возглавивший переселение булгаров на Дунай. Булгары были тюркоязычными, и, следовательно, титул этот может быть изначально тюркским и, судя по всему, этимологически связан с титулом кан или хан.

## Представители
Ефим Шешкин
Пётр Ефимович Шешкин
Константин Ефимович Шешкин